# أجنس بالتسا
أجنس بالتسا (و. 19 نوفمبر 1944) مطربة أوبرا يونانية من طبقة ميزو-سوبرانو.
ظهرت لأول مرة في فرانكفورت عام 1968 في دور «شيرابينو» في أوبرا «زواج فيجارو» لموتسارت. وفي عام 1969 غنت دور أوكتافيان في «الفارس ذو الوردة» لريتشارد شتراوس في أوبرا فيينا، وعام 1970 ظهرت أول مرة في مهرجان سالزبورج ودار أوبرا برلين الألمانية. وكان عام 1979 هو أول ظهور لها في أوبرا متروبوليتان حيث لعبت دور أوكتافيان. أثناء السبعينات والثمانينات، كانت المطربة المفضلة للمايسترو هربرت فون كرايان حيث قامت بتسجيل أدوار عديدة تحت قيادته بما في ذلك دور أوكتافيان ودون أمنيرس في أوبرا عايدة لفيردي ودور هيرودياس في أوبرا «سالومي» لريتشارد شتراوس ودور دونا إلفيار في أوبرا «دون جيوفاني» لموتسارت والدور الرئيسي في أوبرا «كارمن» لبيزيه. صوتها أجش وعالي صلب فكانت مطربة درامية من الدرجة الأولى وكان الدور مصمم لأدوار مثل أمنيريس وكارمن حيث نبرة صوتها الناضجة لكن غير العذبة إضافة لها. كما ناسبت جيدا بطلات روسيني خاصة روزينا في «حلاق إشبيلية» الذي سجلته.

## وصلات خارجية
- أجنس بالتسا على موقع IMDb (الإنجليزية)
- أجنس بالتسا على موقع مونزينجر (الألمانية)
- أجنس بالتسا على موقع ميوزك برينز (الإنجليزية)
- أجنس بالتسا على موقع أول ميوزيك (الإنجليزية)
- أجنس بالتسا على موقع ديسكوغز (الإنجليزية)
- أجنس بالتسا على موقع قاعدة بيانات الفيلم (الإنجليزية)

1. ↑  Discogs | Agnes Baltsa (بالإنجليزية), QID:Q504063
2. ↑  filmportal.de | Agnes Baltsa، QID:Q15706812
3. ↑  FemBio-Datenbank | Agnes Baltsa (بالألمانية والإنجليزية), QID:Q61356138
4. ↑  Brockhaus Enzyklopädie | Agnes Baltsa (بالألمانية), OL:19088695W, QID:Q237227
5. ↑  Proleksis enciklopedija | Agnes Baltsa (بالكرواتية), QID:Q3407324
6. ↑  MusicBrainz (بالإنجليزية), MetaBrainz Foundation, QID:Q14005
7. ↑  NPR Encylopedia of Classical Music